# محاولة اغتيال أتاتورك في إزمير
محاولة اغتيال مصطفى كمال باشا أتاتورك خُطط لها في تاريخ 14 يونيو لعام 1926 وذلك في عهد رئاسته للجمهورية التركية، وخُطط هذا الاغتيال من قبل الوزراء السابقين، والنواب والولاة؛ لكن لم يتم تنفيذها على أرض الواقع.فكان من المفترض أن تُطلق القنابل والنيران من محل الحلاقة الموجود أسفل الفندق المتواجد فيه كلا من يوسف«كورجي» وإسماعيل«لاظ» وفندق جفار زادا (Gaffarzâde)الذي مكث فيه ضيا خورشيد بك (Ziya Hurşit Bey)، على أُوتومبيل مصطفى كمال أتاتورك.و خُطط هروب كلا من حلمي«تشوبور» وشوقي«الكريتلي» من مكان الواقعة، اللذان سوف ينتظران في تلك الأثناء في أُوتومبيل في أحد الشوارع الجانبية، ثم بعد ذلك يمرون على جزيرة ساكِز بأحدى الموتورات.لكن تم اكتشاف الخُطة بسبب تأجيل سفر مصطفى كمال باشا إلى ازمير عقب التلغراف الذي أرسله إليه والي ازمير محمد كاظم بك في يوم 14 يونيو.وعُرف من تلك الرسالة التي كتبها شوقي«الجريتلي» لولاية ازمير في تاريخ 16 يونيو 1926 من سيُنظم هذا الاغتيال، وبعد فترة قصيرة اُلقي القبض على أربعة أشخاص واعترفوا بجرمهم.
تحدّد في المُحاكمات التي صدرت من قبل هيئة محاكم الاستقلال الذاهبة إلى ازمير عقب هذه الواقعة أن هناك مجموعات مُعارضة أوسع خلف تلك العملية.وفي النهاية تمت محاكمة خمسة عشر شخصًا بالإعدام شنقًا من ضمنهم الحكم على اثنين غيابيًا؛ نظرًا لتمكنهم من الهرب، وحُكم على آخر بالنفي وذلك من مجمل أربعين شخصًا من المحكومين عليهم في ازمير من يوم 26 يونيو ل13 يوليو.وبعد بضعة أسابيع، من يوم 2-26 أغسطس، حُكم على أربعة أشخاص بالإعدام شنقًا، وست بالنفي واثنان بالحبس وذلك من أصل سبع وخمسون شخص من المحكومين عليهم في المرافعات التي تمت في أنقرة.وبعد التحقيق مع مائة وثلاثون مُتهماً في هاتين المرحلتين، قد اُخلي سبيل أربعة وثلاثون شخصا منهم دون الداعي لمحاكمتهم.

## الخلفية
إن أعضاء جمعية الاتحاد والترقي الذين ألغوا أنفسهم من خلال المؤتمر التي عقدته في شهر نوفمبر عام 1918، قد انقسموا إلى عدة مجموعات وذلك عقب الحرب العالمية الأولى التي انتهت بهزيمة الدولة العثمانية.فقد بدأت مجموعة منهم بالتعاون مع الحاكم، ومجموعة أخرى المتكونة من قادة الجمعية هربت خارج الوطن، أما عن المجموعة الثالثة فقد انضمت لطاقم حرب الاستقلال.وتلك المجموعة انقسمت إلى فريقين:-الفريق الأول: هم المشجعون تماماً لتأسيس دولة وطنية، أما عن الفريق الثاني: فهم من يريدون تشكيل النظام القديم مجدداً بعد نجاح الحركة الوطنية. في شهر يناير عام 1922 في مدينة إسطنبول، بدأ كمال بك«كارا» بتسيير أعمال تشكيل جمعية الاتحاد والترقي مجدداً. وفي تاريخ 29 نوفمبر 1922، في إسطنبول، عُقد اجتماع سري بانضمام أعضاء الجمعية القُدامى تحت رئاسة كمال بك«كارا». ولم تنتهي هذه الفعاليات السرية في أعقاب المباحثات التي أجراها كلا من علي بك«كيلتش» وعلي احسان بك مع كمال بك«كارا» اللذان أرسلهما مصطفى كمال باشا إلى إسطنبول من أجل متابعة فعاليات تأسيس الجمعية مرة أخرى. كتب نائب إسطنبول القديم والصحفي التابع لجمعية الاتحاد والترقي «حسين جاهد بك» في مقالة ما قبل انتخابات 1923 أن الجمعية لن تنضم إلى هذه الانتخابات. وحُكم على «حسين جاهد بك» الذي كان يكتب المقالات بأسم الحزب المُنْحلّ بالنفي المؤبد وذلك في تاريخ 7مايو 1925، أما عن جريدته تانين (Tanin)فأُغلقت في 16 أبريل 1925.
في اعقاب قمع ثورة الشيخ سعيد في ربيع عام 1925، والتي بدأت في فبراير1924 ضد الإدارة المركزية، تم إسكات الصحافة المعارضة مستندين على قانون ضمان السلام (بالعُثمانية: تقرير سكون قانوني) الذي صُدر في تاريخ 4مارس 1925، وقد تم إغلاق أيضًا الحزب الجمهوري التقدمي (بالتركية:Terakkiperver Cumhuriyet Fırkası)تحت رئاسة كاظم كاراباكير باشا، الذي تم تأسيسه في 17 نوفمبر1924 وتحصن فيه بعض أعضاء جمعية الاتحاد والترقي القدامى، في تاريخ 3يونيو 1925 بسبب دعمه ثورة الشيخ سعيد. لكن نوّاب الحزب حرصوا على استمرار وجودهم في مجلس الأمة التركي الكبير بحرية. عقب انغلاق الحزب كان بعض أعضاء جمعية الاتحاد والترقي القدامى غير المنضمين إلى حزب الشعب الجمهوري متواجدين في إسطنبول باعتبارهم حركة معارضة سرية.
ومن ناحية أخرى،مصطفى كمال باشا الذي غادر أنقرة في 7 مارس 1926 بدأ في تنظيم زيارات العديد من أماكن الدولة بالقطار، فوصل إلى مدينة «اقهِصار» مار بمدينتي أسكي شهر وأفيون قره حصار، في 8مايو، من اقهِصار إلى مدينة قونية. وذهب في 9مايو إلى طرسوس، في 10 مايو إلى مرسين، في 16 مايو إلى أضنة، وذهب مرة أخرى إلى قونية في تاريخ 18 مايو، ويوم 20 من الشهر ذاته ذهب إلى بورصة، أما في يوم 13 يونيو فقد زار بالق أسير، وفي اليوم التالي من ذاك الشهر خطط الذهاب إلى ازمير.

## اكتشاف محاولة الاغتيال والاعتقالات
استلم مصطفى كمال باشا حينما كان في بالق أسير تلغراف من والي ازمير «كاظم بك» يخبره فيه أن هناك اغتيال سيُنظم ضده.والرسالة التي كشفت خُطة الاغتيال المذكورة في هذا التلغراف، كان قد كتبها سائق الدراجة البخارية (موتوسيكل)يدعى شوقي «الجرتيلي»، وهو واحد من الأسماء المُكلفة بعملية الاغتيال.وبناءً على التلغراف قضى مصطفى كمال باشا ليلة 15 يونيو في بالق أسير ثم ذهب في اليوم التالي إلى ازمير من أجل الحصول على معلومات تفصيلية حول المقيمون فيها، وفي الوقت ذاته لتكملة تجولاته الباقية. من جانب آخر، علم أيضًا رئيس الوزراءعصمت باشا يوم 14 يونيو بعملية محاولة الاغتيال من خلال التلغرافات التي استلمها من ازمير. عقب عرض عصمت باشا للتلغرافات التي استلمها للقضاة ووكلاء نيابة محاكم الاستقلال قد تقرر إلقاء القبض على جميع نوّاب الحزب الجمهوري التقدمي الذي تم إغلاقه في المقام الأول، وتفتيش منازلهم، وإرسال الوثائق التي عُثر عليها في منازلهم إلى ازمير. أما عن هيئة محكمة الاستقلال فقد توجهت إلى ازمير ووصلت إليها يوم 17 يونيو.
عقب علم ضباط شرطة ازمير بمحاولة اغتيال أتاتورك بدءوا بالتحرك لإلقاء القبض على الأسماء الواردة في التلغراف، وقاموا أولا بالقبض على ضيا خورشيد باشا وأسلحته والقنابل التي أخفاها تحت فراشه في فندق جفار زادا الذي كان يقيم فيه. واُلقي أيضا القبض على لاز إسماعيل، يوسف «كورجي»، حلمي رجب باشا «تشوبور»، وقُبض على أديب بك«ساري أفندي» في فندق بريستول (بالتركية:Bristol)في إسطنبول. ومن ناحية أخرى، قد قررت هيئة المحكمة الاستقلالية قبل مغادرتها أنقرة إلقاء القبض على العديد من أعضاء جمعية الاتحاد والترقي القدامى وأيضًا القبض على جميع نوّاب الحزب الجمهوري التقدمي القدامى الذين استمروا في انضمامهم لإجتماعات مجلس الأمة التركي الكبير عدا نائب قسطموني القديم للحزب خالد بك.
وكان من ضمن المُعتقلين الذي شاركوا في حرب الاستقلال كلا من كاظم كاراباكير باشا، وعلي فؤاد باشا، وجعفر طَيّار باشا، وبكير سامي بك، ورشدي باشا، ورفعت باشا وأيضًا وزير المالية القديم محمد جاويد بك.لكن أخلى رئيس الوزراء عصمت باشا سبيل كاظم كارابكبير باشا الذي اُعتقل في أنقرة؛ بسبب أنه لم يصدق ذنبه وبسبب أيضًا الحصانة البرلمانية التي تمنع اعتقاله بهذا الشكل. وفي اللقاءات التي تمت بين عصمت باشا والمحكمة الاستقلالية، فقد قال لعصمت باشاأن الحصانة لا يمكن أن يُستفاد منها في مثل هذه الأحداث، وإذا اضطر الأمر فإنه يمكن حتى إلقاء القبض عليه. ادلى عصمت باشا الذي ذهب إلى ازمير بمساعدة مصطفى كمال باشا بتصريح بشأن انتظاره حكم المحكمة. وقد اُعلنت محاولة الاغتيال ومعلومات عن إلقاء القبض على من حاولوا ذلك للشعب عن طريق بيان نُشر في جريدة السيادة للأمة(بالتركية:Hakimiyet-i Milliye)وذلك في يوم 18يونيو. وقد اُلقي القبض على اجمالي 49شخصاً في أنقرة، ازمير وإسطنبول في الجولة الأولى من الاعتقالات، وذلك وفقًا لقائمة المعلومات التي أرسلتها المحكمة الاستقلالية لوكالة الأناضول. وقد نظم الشعب بعد علمه بمحاولة اغتيال أتاتورك العديد من المظاهرات في أماكن مختلفة من الدولة وخصوصاً في ازمير.

## محاكمات ازمير وخُطة محاولة الاغتيال
بدأت المحاكمات يوم 16 يونيو في صالون سينما الحمراء (بالتركية:Elhamra Sineması) في حين كان يشغل نائب مدينة أفيون قره حصار «كال علي» منصب رئاسة هيئة محكمة الاستقلال، كان نائب مدينة غازي عنتاب «كِلتش علي» ونائب أيدين «راشيد بك» أعضاءً في الهيئة، وكان نائب مدينة ريزا «لاز علي» عضو احتياطي، أما عن النيابة العمومية كان يشغل تلك المنصب نائب مدينة دنيزلي «نجيب علي بك». واُطلق على هذه المحكمة «محكمة علي» بسبب أن هناك أربعة من أعضاء هيئة المحكمة اسمهم«علي». وانقسم المتهمين إلى أربع مجموعات وتمت محاكمتهم، وهم كالتالي: المشتركون في محاولة الاغتيال بصورة مباشرة، الذين رتبوا له وحرّضوا عليه، أعضاء الحزب الجمهوري التقدمي الذي اُغلق والإتحاديون القُدامى المواجهون للثورة التركية ولمصطفى كمال باشا، لكنهم لم يشاركوا في الاغتيال بشكل مباشر، والبشاوات.
في نهاية المرافعات، قد ذٌكر في مذكرة الإدعاء التي جهزها وكيل النيابة«نجيب علي بك» من الذين كانوا سينفذون الاغتيال وكيف ومتى، وذلك وفقًا لأقوال المتهمون.
وفقا لمُذكرة الإدعاء، قد طُلب أولا أن تكون عملية الاغتيال في أنقرة؛ لذلك «ضيا خورشيد بك» الذي شغل منصب نائب«لازِستان» الفترة الأولى لمجلس الأمة التركي الكبير توجه إلى أنقرة لتنفيذ هذا الهدف، بمساعدة إزميتأحمد شوكري بك المادية، ومساعدة أيضًا كلا من إسماعيل«لاظ» ويوسف«كورجي» اللذان لهما سوابق بسبب سرقتهما، وظل كضيف في المركز العام التابع للحزب الجمهوري التقدمي.أما عن الإتفاقيات التي تمت في منزل أحمد شوكري بك فقد خُطط أولا أن تُنفذ العملية في الحديقة الواقعة على الطريق المؤدي إلى قصر «عارف بك» نائب أسكي شهر على طريق تشان قايا وما حولها، وبعد ذلك أيضًا فكروا أن تُنفذ العملية في مبنى مجلس الشعب التركي والمبنى الذي يجتمع فيه مجلس الوزراء وكذلك في نادي الأناضول، إلا «أن فائق بك» نائب مجلس الشعب عن مدينة أوردو وهو أخو ضيا خوشيد باشا قد علم بالأمر ومنعهم.وقد صُرف النظر عن تنفيذ تلك الخُطة بسبب تهديد «سابت بك» نائب أرزينجان بالإبلاغ عنهم.ثم خُطط أن تُنفذ في مدينة بورصة وأحضر إسماعيل«لاظ» امرأة تدعى «ناجية نعمت» بجانبة كى لا يلفت الأنظار إليه، لكن أوضحت نتيجة تحرياته عن المدينة أنها لن تكن مناسبة لتنفيذ عمليات مثل هذه العملية.وفي النهاية قد تقرر تنفيذها في أزمير.وأخذ ضيا خورشيد بك، وإسماعيل«لاز»، و«كورجي» يوسف الذخيرة والأموال اللازمة للعملية من أحمد شوكري بك في إسطنبول، وذهبوا إلى ازمير بباخرة جولجمال (بالتركية:Gülcemal)في يوم 15 يونيو، بدأوا بالفعل بعمل الترتيبات اللازمة لتنفيذ عملية اغتيال أتاتورك. وعند وصولهم ازمير أقام ضيا خورشيد بك في فندق جفارزادا، أما عن إسماعيل«لاظ» ويوسف«كورجي» فقد أقاموا في فندق رجب باشا.
قد تعرّف ثلاثة من القائمين بعملية الاغتيال على أديب بك «ساري أفندي» بفضل الرسالة المكتوبة الموّجهة إليه، التي سلمها أحمد شوكري بك إلى ضيا خورشيد بك، والذي قام «ميراَلاَي» راسم بك بإمضائها.وانضم أيضًا إليهم مدير شؤون مزرعة أديب بك«ساري أفندي» وحلمى«تشوبور»، وتحدثوا عن الخُطة أولا في حديقة «أدريس» في «كارشِياك»، ثم في منزل سائق الموتوسكل الذي يُدعى شوقي«الجريتلي». وفقا للخُطة الموضوعة، أن اغتيال مصطفى كمال باشاسوف يُنفذ أثناء زيارته لازمير، وبالتحديد في حي كمارآلتى.وكان من المفترض أن يطلق«ضيا خورشيد بك»، و«يوسف (كورجي)»، و«إسماعيل (لاظ)» القنابل والنيران من محل الحلاقة أسفل فندق جفارزادا على أُوتومبيل أتاتورك التي سُتبطئ من أجل استدارتها في مفترق الطرق المتقاطع فيه شارع«باش دوراك»(اسمه الحالي: شارع آنافارتارلار)مع شارع حكومة (اسمة الحالي: شارع 835).وفي تلك الأثناء، كان من المفترض أيضًا أنه سيتم فراره من مكان الحادث مع كلا من حلمي«تشوبور» وشوقي«الگريتلي» اللذان سينظران في أُوتومبيل في شارع جانبي، ثم فيما بعد يذهب إلى جزيرة ساكِز بالموتوسكل الذي يقوده شوقي«الگريتلي».
كل ماسبق هو خُطة عملية اغتيال أتاتورك، عقب ذهاب أديب بك«ساري أفندي» إلى إسطنبول، تم اكتشاف هذه الخُطة عن طريق إرسال رسالة تحذير إلى والي ازمير «كاظم بك» من أجل توصيلها إلى مصطفى كمال باشاوالذي يخبره فيها بمحاولة شوقي«الجريتلي» المشتبه فيه باغتياله.

### التحقيقات في محاكمات ازمير
عقب دراسة لائحة الإدّعاء بُدأ التحقيق أولا مع «ضيا خورشيد بك».أقوال ضيا بك الذي سرد عن ماخططوه بخصوص عملية الاغتيال مع نائب أنقرة القديم«عبد القدير بك»، وعن لقاءاته مع نائب ازميت«أحمد شكري بك» كي يدعمهم مادياً، وسرد أيضًا عن جميع الترتيبات التي تمت للعملية، ذاكرًا أيضًا أنهم لم يستطيعوا تنفيذ ماخططوه مسبقًا حول تنفيذ عملية الاغتيال سواء في أنقرة أو في بورصة، قد أوضح تعاونه مع إسماعيل«لاظ» ويوسف«جورجي» وحلمي«تشوبور» الذي تم التحقيق معهم بعد ذلك. وصرح أديب بك«ساري أفندي» الذي حُقق معه بعد حلمي«تشوبور» عن سبب ذهابه إلى إسطنبول قبل تنفيذ العملية بيوم قائلًا أنه كان سيبلغ«جلال بك» بالأمر، وقال أن«أحمد شكري» قام بتحرّيضه على الاشتراك في العملية وأعطاه الأموال اللازمة. أما عن راسم بك«ميرالاي» وعابدين بك اللذان حُققا معهما فيما بعد فقد قاموا بنفي جميع الإتهامات المنسوبة إليهم بخصوص عملية الاغتيال. وبهذه التحقيقات فقد تم الانتهاء من التحقيق مع المتهمين من الدرجة الأولى في محاولة الاغتيال.
ووفقاً لأقوال "فايق بك" شقيق ضيا خورشيد بك أن رؤوف بك قال له أن أخيه"ضيا بك"من ضمن المشتركين في محاولة الاغتيال، وأنه علم بذلك من سابت بك وأراد منعِه.وذكر أيضًا فايق بك أن أخيه طمأنه بعدم قبول هذا، وعلى الرغم من ذلك أراد فايق بك أن يحصل على معلومات فذهب إلى منزل عارف بك الذي على طريق "تشان كايا"، وهناك تصادف بأحمد شكري بك. وأضاف بعد ذلك لكلامه أن رؤوف بك أخبر كلا من كاظم كارابكير باشا ورأفت باشا بماعرفه، لكنهم جعلوه يسكت وفكر أنهم أيضًا مشتركين في الأمر. وتم استجواب أحمد شكري بك بعد فايق بك ولكنه نفى كل ما نُسب إليه من إتهامات متعلقة بعملية الاغتيال، ونفى أيضًا مقابلاته مع ضيا خورشيد بك من حين لآخر، وقال أنه لا يعرف على الأطلاق إسماعيل«لاظ».وبعد أن ذكر ضيا خورشيد بك أن الرسالة التي أعطاها لأديب بك «ساري أفندي» متعلقة بتجارة التبغ، تمت مواجهته به وبراسم بك"ميرالاي.وبالرغم من اعتراف "أديب بك" بأن الرسالة لها علاقة بالعملية، إلا أن أحمد شكري بك نفى ذلك.واعترف «ميرالاي» راسم بك بأنه كتب الرسالة لأديب بك «ساري أفندي» بناءً على طلب أحمد شكري. أما عن أقوال عارف بك، فقد ذكر رأى ضيا خورشيد بك في ملهى ليلي (كازينو)وتعّرف عليه، وقال أنه لم يمكث في منزل إسماعيل«لاظ» وأنه ليس لديه أي علاقة بعملية الاغتيال، لكن قال إسماعيل«لاظ» في مواجهته به أنه أخذ إسماعيل«لاظ» بسيارته الخاصة وأصطحبه إلى منزله.وبالرغم من أقوال سائق سيارة عارف بك وخادمته"عائشه" بخصوص هذا الأمر، إلا أن عارف بك أصر على نفي هذا.
من جانب آخر، اُخلي سبيل نائب مدينة البورصة عثمان نوري بك الذي تقرر بأنه ليس له علاقة بعملية الاغتيال، ونائب طرابزون أحمد مختار بك، ونائب الأمة عن أرضروم منير هوسرو بك، ونائب قسطموني خالد بك، وأيضا نائب مدينة قارص واُخلي أيضا سبيل شقيق زوجة أديب بك«ساري أفندي» الدكتور مصطفى شوكت. وقد تم إعداد مذكرة إدّعاء المدعي العام نجيب علي بك التي اُصدرت في يوم 30يونيو، وهي خاصة بالبشاوات والمتهمين الآخرين فيما عدا المتهمين الأساسين في القضية.وقد اُسندت التهمة أيضًا للذين اشتركوا في التخطيط للاغتيال وكان لديهم معلومات عنه وقد ذُكرت أسماءهم في هذه المذكرة.وفي يوم 3يوليو تم استجواب البشاوات.
إن رشدي باشا الذي اُستجوب بعد تكرار أقوال سابت بك السابقة، أوضح أنه ليس له أي علاقة بعملية الاغتيال، وأنه اهتم بالعملية وعلم بها من خلال سابت بك ثم قال بعد ذلك أنه نفى هذا. أما عن التحقيق الذي صار بعد ذلك مع كاظم كارابكير باشا فقد قال فيه أنه لم يكن لديه معلومات عن محاولة الاغتيال، وأنه كان يجب على الذين لديهم معلومات بخصوص هذا، أخبار الشرطة بها، وإذا كان من أعضاء الحزب الجمهوري التقدمي انضم لفعل ذلك، فقال أنه يمكنه إغلاق الحزب نهائيا. عندما قال«علي فؤاد باشا» أنه ليس له علاقة بالعملية، وأنه لم يفهم المحادثات التي تمت بخصوص العملية في صالون الخمارة على أنها حقيقة، أوضح رأفت باشا وجعفر طيار باشا أنهم أيضًا ليس لديهم معلومات تخص التجهيزات الخاصة بالعملية
وقد ادّعى «خاليس تورجوت بك» أنه ليس له أدنى علاقة بعملية الاغتيال؛ لذلك تمت مواجهته مع«ضيا خورشيد بك».وقال«ضيا خورشيد بك» في تلك المواجهة أنهم تقابلوا مع أحمد شكري بك في أسطنبول وأنهم تحدثوا عن عملية الاغتيال، وأن«خاليس تورجوت بك» لم يعطيهم الأسلحة التي وعدهم بمحنهم إياها، لكن نفى «خاليس بك» كل هذا. ونفى أيضًا وزير المالية السابق «جاويد بك» الذي تم التحقيق معه في 6 يوليو هذه الاتهامات.
عقب هذه التحقيقات أراد المدّعي العام«نجيب علي بك» إجراء الجزء الثاني من التحقيقات في أنقرة، موضحًا أن تلك العملية ذات وجهين وهما: عملية الاغتيال التي خُطط لتنفيذها في ازمير، والإطاحة بالحكومة من خلال إثارة الشغب والمشاكل، مُستندًا على ذلك من تلك الاستناجات التي حصل عليها من التحقيقات؛ لذلك اُرسلت محاكمات تسعة متهمين إلى أنقرة. نائب مدينة إسطنبول «إسماعيل جانبولات بك» قال عندما حُقق معه أن الاجتماع الذي تم في منزل«جاويد بك» متعلق بالعرض الذين سيقدمونه إلى مصطفى كمال باشا، وأن الاجتماع الذي تم فيما بعد قد نُظم لمعرفة مقابلة كمال بك«كارا» مع كمال أتاتورك، وأنه لم يكن لديه علم بعملية الاغتيال.
بسبب تجمع كلا من نائب توقات «بكير سامي بك»، ونائب أفيون قره حصار «كامل بك»، ونائب مدينة تونجلي «فريدون فكري بك»، ونائب مرسين «بسيم بك»، ونائب مدينة أرضروم «نجاتي بك»، ونائب الشعب عن عازي عنتاب «حافظ محمد بك»، ونائب سيواسالسابق واصف بك«كارا» وأخيرًا وكيل الشعب عن مدينة إسبرطة قاموا بالتجمع في منزل رفعت بك بعد سماعهم عن عملية الاغتيال، طلب المدّعي العام في يوم 8 يوليو محاكمة غيابيًا ل«رؤوف بك» الذي زعم ذهابهم إلى اوروبا كي يقوموا بتجهيز بداية العملية، ونائب إسطنبول عدنان بك ونائب ازمير السابق «رحمي بك»، وبعد ذلك استمر في التحقيق مع الأشخاص الذين ذُكرت اسماءهم.
عقب التحقيق مع «بكير سامي بك» الذي ذكر أنه لم يمتلك طمع السلطة لأنه مُسن، تحدث «فريدون فكري بك» قائلًا
أن عملية الاغتيال لم تكن غاية الاجتماع الذي قاموا به، وبالرغم من كون «أحمد شكري بك» نائب عن الشعب فقد تناقشوا في أمر اعتقاله.
ذكر بسيم بك، ونائب عن محافظة كوموش خانة ذكي بك، ونائب مدينة جانِك أحمد نافذ بك أثناء استجوابهم أنهم ليس لهم علاقة بالعملية؛ لذلك تم استجواب نائب مرسين السابق صلاح الدين بك. صلاح الدين بك الذي يدافع عن فكرة عدم إمكانية تحقيق الديمقراطية دون وجود حزب معارض، قال أن علاقته مع كمال بك«كارا» أسسها فقط للاستفادة من خبرتة السياسية. أما عن إفادة نائب أرضروم السابق «حسين عوني بك» فقد قال أنه ليس لديه علم عن عملية الاغتيال بعد أن ذكر أنه انضم للحزب الجمهوري التقدمي لأنه تناسب مع برنامجه الشخصي، وأنه تقابل مع الإتحاديين للحصول على معلومات فقط، وذكر أيضًا أنه استقبل خبر إغلاق الحزب بشكل طبيعي.«حافظ محمد بك» الذي اعترف أن له علاقة بالعملية، أوضح أن رؤوف بك وخاليس تورجوت بك، وسابت بك الذي صادف يوماً ما ب «ضيا خورشيد بك» قاموا بمساعدته.
قد عُرض في مذكرة الإدّعاء التي قرأها المدّعي العام نجيب علي بك في يوم 11 يوليو، أن علي فؤاد بك وأصدقائه لديهم علم عن عملية الاغتيال، وأن سابت بك فقط حاول أن يمنع مبادرة الاغتيال المُخطط لها في أنقرة.وقد طُلب في هذه المذكرة حبس أحمد شكري بك، راسم بك «ميرالاي»، ضيا خورشيد بك، إسماعيل «لاظ»، يوسف «كورجي»، حلمي«تشوبور»، حافظ محمد بك، كمال بك «كارا» ورجال عبد القادر بك وهم: خاليس تورجوت بك، إسماعيل جانبولات بك، رحمي بك، وهاب«سورمانلي»، عدنان بك، رؤوف بك ورشدي باشا، وبراءة كلا من كاظم كارابكير باشا، جعفر طيار باشا، علي فؤاد باشا، رفعت باشا، جمال باشا، سابت بك، منير خوسرو بك، بكير سامي بك، كامل بك، وذكي بك، بسيم بك، فريدون فكري بك، خالد بك ونجاتي بك.

### الدفاعات في محاكمات ازمير
في يوم 12 يونيو، اُحضر المتهمين عقب التحقيقات التي تمت معهم ومذكرة الإدّعاء المُجهزة إلى قاعة المحاكمة للمدافعات. أولا ضيا خورشيد باشا الذي قام بالدفاع عن نفسه، قد قبل أنه خطط لعملية الاغتيال وأنه كان سينفذ هذه الخطة، لكن رفض الإتهامات المنسوبة إليه بخصوص تغيير الدستور والأطاحة بالحكومة، وقال أنه من المفروض أن يُحكم عليه بالنفي وذلك وفقاً للمادة رقم 46 في قانون العقوبات التركي. أديب بك«ساري أفندي» الذي رفض اتهامه حتى إذا تبيّن اشتراكه في تولي أمر الاغتيال، وقال أنه ذهب إلى إسطنبول وأبلغ جلال بك عن خُطة الاغتيال، وأراد أن يأخذوا هذا الأمر بعين الاعتبار عند الحكم عليه. وأراد كلا من يوسف«كورجي» وإسماعيل«لاظ» الإعفاء عنهم زاعمين أنهم كانوا يجهلون حقيقة الأمر وأنه تم خداعهم. طلب حلمي«تشوبور» تخفيف العقوبة عليه موضحاً أنه في بادئ الأمر اعتقد أن تولي أمر الاغتيال خدمة لصالح الوطن، وأنه لم يكن الرجل الذي يُستخدم كأداة في تنفيذ هذه العملية. أما عن «أحمد شكري» فقد ذكر أن هذه الإدّعاءات كاذبة وليس لها أي أساس من الصحة، ولن يمكن لرجل مثله أن يكون لها علاقة بعملية كهذه!!
ورفض «عارف بك» كل الإتهامات المنسوبة إليه بخصوص العملية، ودافع عن نفسه قائلًا أنه لم يكن لديه علم بالاجتماعات الخاصة بالعملية، وأن إسماعيل «لاظ» لم يمكث في منزله، وماقاله سائقه الخاص وخادمه بخصوص هذا فهو خطأ
وقال عابدين بك في مدافعته أنه بريء وأنه لم يتدخل في أي عمليه مثل هذه، كما أنه لم يعطي الأموال المطلوبة من تلقاء نفسه، وبالنسبة لمحادثاته مع رشدي باشا قال أنه لا يتذكرها لأنه مريض. وذكر «حافظ محمد بك» أنه في بداية الأمر اشترك في العملية لكنه بعد ذلك انسحب منها؛ لذلك اعتبر نفسه بريئًا. أما عن راسم بك«ميرالاي» فلم يدلى بأي شيء أضافي قائلًا «قد ذكرتُ كل شيء أثناء المحكمة ولن أقول هنا شيئًا مختلفًا عما قلته من قبل». ورفض وهاب «من سورمان» اتهامه زاعماً أنه تقدم بطلب إلى عمه«حافظ محمد بك» لإيجاد وظيفة له فأرسله إلى ضيا خورشيد بك، وأنه لم يفهم أي شيء لأنه كان جاهل بحقيقة الأمر. وقال«إدريس» أنه لم يكن يعرف سبب الاجتماع الذي تم في الحديقة الموجودة على طريق«كارش ياقايا»
وأنه ليس له علاقة بالعملية، وقالت أيضًا «ناجية نعمة هانم» أنها ليس لها علاقة بذلك. وذكر «إسماعيل جان بولات بك» أنه دائمًا يحترم القانون، وأن ليس لديه علم بالعملية وماقيل عنه افتراءات كاذبة. ودافع «خاليس تورجوت بك» عن نفسه قائلًا أنه بريء عما اُسند إليه. وتعشم«رشدي باشا»_الذي لم يقم بأي دفاع عن نفسه_في عدالة وإنصاف المحكمة قائلًا «قد انتهيتُ..دمرتُ ..فدائمًا أرى المشنقة أمام عيناي، أرحموني». وحان وقت البشوات للدفاع عن أنفسهم، ولكن ذكر كاظم كارابكير باشا، وعلي فؤاد باشا، ورفعت باشا، جعفر طيار باشا وبكير سامي بك أنهم لن يقوموا بالدفاع عن أنفسهم.وأعلن رئيس المحكمة «علي بك» بإنهاء جلسة اليوم، وبتأجيلها لغدًا في تمام الساعة الرابعة.

### نتائج محاكمات ازمير (قرار المحكمة)
انتهت جلسات محاكمات ازمير في تاريخ 13 يوليو 1926. وقد اُتخذ قرار بإعدام 15 شخصًا من أصل 49 شخصًا من الذين تم الحكم عليهم، ومن ضمن ال15 شخصًا من هو متورط بشكل مباشر في إعدادات عملية الاغتيال ومنهم من كان على علم بالخُطة ومع ذلك لم يبلغ السلطات الرسمية، وهناك شخص واحد حُكم عليه بالإقامة الجبرية في قلعة ما لمدة عشر سنوات ثم فيما بعد تقرر بشأنه أن يُنفى في قونية، وهناك 9 أشخاص تم استبعادهم من محاكمات ازمير، وقد صدر قرار بضم محاكمتهم مع«دعوة الإتحاديين» التي ستُنظر في أنقرة، وتقرر بخصوص ال 25 شخصًا الآخرون ببراءتهم.
إن «عبد القادر بك» وهو من ضمن الذين لم يحضروا الجلسة في المحكمة والذين حُكم عليهم بالإعدام شنقًا، قد اُلقي القبض عليه وهو على وشك الهروب إلى بلغاريا، وقد تقرر بعد ذلك محاكمته في أنقرة. أما عن كمال بك«كارا» وهو أيضًا لم يحضر جلسة المحاكمة، وحينما كان على وشك القبض عليه في إسطنبول يوم 27 يوليو قام بالانتحار. ونُفذ الإعدام في أماكن عديدة من ازمير، من مساء الثلاثاء 13 يوليو حتى صباح يوم الأربعاء 14 يوليو. وتم إحضار المُعدمين إلى مستشفى المركز قبل جنازتهم كي تُأخذ متعلقاتهم، ثم بعد ذلك دُفنوا في قبر «كوكولوجا» وهو يقع بالقرب من «قاضي فاكالا».
المُعتقلين في جلسات محاكمات ازمير والقرارات المُتخذة بشأنهم هم:-
الذين تقرر إعدامهم هم :-
1.ضيا خورشيد بك
2.إسماعيل«لاظ»
3.يوسف«جورجي»
4.حلمي«تشوبور»
5.أحمد شكري بك
6.عارف بك
7.إسماعيل جانبولات بك (في البداية تقرر بحبسه لمدة عشر سنوات، ثم تقرر إعدامه).
8.أديب بك«ساري أفندي»
9.عابدين بك،
10.خاليس تورجوت بك (أيضًا تغير قرار المحكمة من حبس عشر سنوات إلى الحكم بالإعدام شنقًا).
11.رشدي بك
12.حافظ محمد بك
13.راسم بك«ميرالاى»
14.كمال بك«كارا»(حُكم عليه غيابيًا بإعدامه، وقضى فترة من حياته هاربًا، وحينما كانت الشرطة على وشك القبض عليه قام بالانتحار يوم 27 أغسطس 1926).
15.عبد القادر بك (حُكم أيضًا بإعدامه غيابيًا، واُلقي القبض عليه وهو على وشك الهروب إلى بلغاريا، ثم تقرر محاكمته في أنقرة، وحُكم عليه أيضًا هناك بنفس الحكم ونُفذ قرار الإعدام ليلة 31 أغسطس 1926).
العقوبات الأخرى
وهاب«من مدينة سورمان»: في بداية الأمر حُكم عليه بالإقامة الجبرية في قلعة ما لمدة عشر سنوات، ثم تغير القرار ونُفي في قونية.
المُتهمون الذين اُقيمت محاكماتهم في أنقرة :-
1.إحسان بك
2.حلمي بك
3.جاويد بك
4.صلاح الدين بك
5.واصف بك«كارا»
6.حسين عوني بك
7.رحمي بك
8.رؤوف بك
9.عدنان بك
الذين حصلوا على براءة :-
1.فايق بك
2.سابت بك
3خالد بك
4.فريدون فكري بك
5.كامل بك
6.ذكي بك
7.بكير سامى بك
8.باسم بك
9.نجاتى بك
10.منير هوسرو بك
11.كاظم كارابكير باشا
12.علي فؤاد باشا
13.رفعت باشا
14.جعفر طيار باشا
15.جمال باشا
16.أحمد نافذ بك
17.أمين أفندي (من توربالي)
18.نجية نعمت هانم (من طرابزون)
19.كالاش محمد (من سورمانا)
20.إدريس (البُستاني)
21.شاهين تشافوش ابن مصطفى
22.صباح الديم أفندي
23.لطيف (ابن حسين«الجريتلي»)

## مُحاكمات أنقرة
غادرت هيئة محكمة الاستقلال ازمير في يوم الجمعة الموافق 16 يوليو، ووصلت إلى أنقرة في اليوم التالي؛ وذلك للبت في أمر الإتحاديين. وقد بدأت التحقيقات الأولية الأولى مع المتهمين في يوم 21 يوليو وانتهت في 31 يوليو، أما عن مذكرة إدّعاء النائب العام «نجيب علي بك» الذي ذكر أنه غادر دنيزلي يوم 28 يوليو للمجيء إلى أنقرة، قد اكتملت يوم 31 يوليو. إن محاكمة الإتحاديين الذي قُرر من قبل محاكمتهم في أنقرة، قد بدأت في مبنى مجلس انجومانلار القديم (بالتركية: Meclis Encümenler) في يوم 2اغسطس. وفقًا لمذكرة الإدّعاء، أن هناك جمعية سرية هدفها الإطاحة بالحكومة والاستيلاء على السلطة بدعم وتأييد عملية الاغتيال، وقد تكونت هذه الجمعية من المُدراء السابقين لجمعية الاتحاد والترقي وأيضًا من بعض أعضاء الحزب الجمهوري التقدمي، أما عن إدارة هذه الجمعية فقد أدراها كمال بك«كارا».

### التحقيقات في محاكمات أنقرة
بدأت أولا التحقيقات مع«طلعت بك» الذي ذكر أنه بالرغم من عضويته في جمعية الاتحاد والترقي؛ لكنه لا يتدخل في أعمال الجمعية فيما يتعلق بموضوعات الحكومة والاقتصاد. بعد ذلك تم التحقيق مع السكرتير العام للجمعية «مدحت شكري»، ومع مدير الأمن «عزمي بك»، ووزير الخارجية السابق«أحمد نسمي بك»، ومع الطبيب «حسين زادا علي»، و«أيوب صابري بك»، والطبيب«راسوحي بك» وأخيرًا مع«حمدي بابا». الدكتور «ناظم بك» الذي قام بأعمال سكرتارية الجمعية على مدار ثمانين شهراً، قال أنه لا يعرف ما مصير التبرعات التي قدمها الشعب للجمعية في هذه الفترة، وأنه بعد الحرب العالمية الأولى هرب إلى القرم ومن هناك إلى ألمانيا، ثم شارك في تأسيس جمعية الثورة الإسلامية.وأضاف إلى كلامه قائلًا أنه لم يكن لديه إمكانية لمعارضة لمصطفى كمال باشا، وأنه غير مشترك في أي حزب سياسي، موضحًا أنه ليس له علاقة بعملية الاغتيال. وفي استجواب جاويد بك، ذكر مقابلته مع كمال بك«كارا» وإسماعيل جانبولات، وقال أنه عُقد اجتماع مع الإتحاديين في منزله بعد ملاقاة كمال بك«كارا» مع أتاتورك، وكان هذا الاجتماع هدفه إجراء تغييرات في الدستور وليس لديه أهداف سرية. وأفاد«حسين جاهد بك» أيضًا أنه انضم للاجتماع الذي تم في منزل جاويد بك، وأن هذا الاجتماع ليس لديه أي أهداف غامضة، وأنه دُعى للاشتراك في تأسيس الحزب الجمهوري التقدمي والانضمام للحزب باعتباره مرشح عن نيابة مدينة إسطنبول؛ لكنه رفض ذلك.
حُقق في جلسات المحاكمات التي تمت في الأيام التالية حول علاقات صلاح جيمجوز بك، مدحت شكري بك، أحمد نسيمي بك، الطبيب راسوحي بك، حسينزاده علي بك، إيوب صابري بك، عزمي بك، حمدي بابا، نائل بك، سعيد بك، إبراهيم بك، نائم جواد بك، وحسن فهمي بك وحمال فريد مع المُتهمين المطروحة أسماءهم.وبعد ذلك في حين إخلاء سبيل كلا من ريذا بك ونصيب بك، حُكم على كلا من صلاح الدين بك، واصف يك«كارا» وحسين عوني بك يوم 19 أغسطس.
تم استجواب كلا من وليد بك وأحمد أمين بك في يوم 21 أغسطس، وفي اليوم التالي أكتملت مذكرة إدّعاء النائب العام «نجيب علي بك» وطلب فيها بإعدام أربعة أشخاص. وذُكر في المذكرة أن جمعية الاتحاد والترقي هو حزب يسرق الشعب، وأنهم تسببوا في دخول الدولة التركية في الحرب العالمية الأولى آخذين بعين الاعتبار مصالح ألمانيا فقط، وبعد هزيمة تركيا في الحرب هرب بعض مديريه من البلد وبعد فترة بدأوا بتخطيط عملية الاغتيال للاستيلاء على السلطة مجددًا.ووفقاُ لأقوال علي إحسان بك، أن كمال بك«كارا» وشكري بك أرادا انضمام «جاويد بك» في عملية الاغتيال.

### الدفاعات في محاكمات أنقرة
تمت تلك الدفاعات في يوم 25 أغسطس.لم يغير العديد من المتهمين إفادتهم في دفاعاتهم عن ماقالوه أثناء التحقيق معهم. رؤوف بك الذي لم يستجوب وبالتالي لم يقم بالدفاع عن نفسه؛ نظرًا لأنه خارج تركيا، فقد ذكر في رسالته التي أرسلها يوم 15 أكتوبر إلى مجلس الأمة التركي الكبير أنه مادام لم تُرفع عنه الحصانة كونه عضو في البرلمان فلا يمكن استجوابه، كما أضاف أنه ليس له علاقة بتلك العملية لأنه في الأساس خارج البلاد. أما في مدافعة«جاويد بك» أفاد أنه لم يكن يريد انضمام الدولة التركية في الحرب العالمية الأولى في الفترة التي كان فيها وزيرا للمالية، وأنه استطاع تخفيف ميزانية الحكومة، كما قال عن نفسه بإنه إنسان أمين وشريف وكان يريد الاشتراك في حرب الاستقلال ولكن لم يتم قبوله، وقال أنه ليس لديه أي علاقة بمحاولة الإطاحة بالحكومة أو بمحاولة اغتيال أتاتورك. أما عن«نائل بك» فقد ذكر أنه مستحيل أن يشترك في أي عملية تضرر البلد أو الأمة، وأنه لم يكن لديه علم بالعملية. وذكر الدكتور «ناظم بك» أنه دعّم حرب الاستقلال وجمعية الثورة الإسلامية التي اشترك في تأسيسها في ألمانيا، وأن«أنفر باشا» منع قدومه إلى الأناضول، وأنه بالفعل انضم إلى الاجتماعات التي تمت في منزل جاويد بك؛ مُعتقدًا أنه حصل على إذن من مصطفى كمال باشا، وقال أيضًا أنه في الأساس لم يرى«شكري بك» و«إسماعيل جانبولات» وكمال بك«كارا» منذ عامين، ودافع عن نفسه قائلًا أنه ليس لديه أدنى علاقة بعملية الاغتيال. وقال«حلمي بك» أنه عقب انفصاله من مجلس الأمة التركي الكبير ترك السياسة واشتغل بالتجارة، وأنه لم يتقابل مع كمال بك«كارا» منذ فترة طويلة وأنه سمع بمحاولة الاغتيال لأول مرة من الجرائد. وفي حين استمرار دعوة جاويد بك، اُلقي القبض على «عبد القادر بك» الذي حُكم عليه غيابيًا بالإعدام شنقًا، وذلك
عندما كان على وشك الهروب إلى بلغاريا، وحُكم عليه أثناء جلسات المحكمة في أنقرة.
وتمت أول جلسة له في المحكمة في يوم 29 أغسطس معترفًا على الذين ساعدوه في عملية هروبه، وموضحًا فيها أنه قام بدعّم الحزب الجمهوري التقدمي.وبالنسبة لقرار المحكمة بخصوصه فقد قررت بإعدامه شنقًا بتهمة محاولة قتل رئيس الجمهورية مُطيحًا بالحكومة والاستيلاء على السلطة.

### نتائج مُحاكمات أنقرة (قرار المحكمة)
وفقاً لقرار المحكمة المُعلن عنه في يوم 26 أغسطس، إن الهدف من الاجتماعات القائمة أثناء مؤتمر لوزان باريش، في منزل«جاويد بك» الذي كان هدفه الحصول على السلطة بعد حرب الاستقلال، كان انضمام أعضاء جمعية الاتحاد والترقي القُدامى للمجلس باعتبارهم نوّاب في البرلمان، وإذا لم يتحقق هذا سيقومون بتأسيس الجمعية مجددًا.وإذا فشل هذا أيضًا كان سيتم مباشرة أمر تقسيم الحزب الشعبي بمساعدة«رؤوف بك» وكان حينها سيتم الاستيلاء على السلطة مكونين قاعدة مناسبة لتكوين الحزب الجمهوري التقدمي. وقد تقرر إعدام أربعة من المتهمين، وبنفي ستة أشخاص وحبس أثنين وبراءة الآخرون.ونُفذ حكم الإعدام عليهم أمام السجن العمومي في «چاباچي» في الساعة الثالثة ليلة 26 إلى ليلة 27 أغسطس، ودُفنوا في فناء السجن. وفيما يلي المعتقلين في جلسات محاكمات أنقرة وما تقرر بشأنهم مثل :-
المُقرر إعدامهم وهم  :-
1.جاويد بك
2.حلمي بك
3.نائل بك
4.الدكتور نام بك
العقوبات الأخرى
1.وهبي بك: في بادئ الأمر حُكم عليه بالإقامة الجبرية في قلعة ما لمدة عشر سنوات ثم تقرر نفيه.
2.حسني بك: في بادئ الأمر حُكم عليه بالإقامة الجبرية في قلعة ما لمدة عشر سنوات ثم تقرر نفيه.
3.إبراهيم بك: في بادئ الأمر حُكم عليه بالإقامة الجبرية في قلعة ما لمدة عشر سنوات ثم تقرر نفيه.
4.أدهم بك: في بادئ الأمر حُكم عليه بالإقامة الجبرية في قلعة ما لمدة عشر سنوات ثم تقرر نفيه.
5.رحمي بك: في بادئ الأمر حُكم عليه بالإقامة الجبرية في قلعة ما لمدة عشر سنوات ثم تقرر نفيه.
6.رؤوف بك: في بادئ الأمر حُكم عليه بالإقامة الجبرية في قلعة ما لمدة عشر سنوات ثم تقرر نفيه.

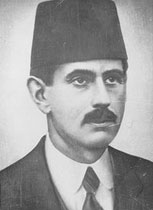
عدنان بك

7.علي عُثمان كاهيا: حبس عشر سنوات.
8.صالح كاهيا: حبس عشر سنوات.
الذين حصلوا على براءة :-
1.جاهد بك
2.واصف بك «كارا»
3.عزمي بك
4.عدنان بك
5.طلعت بك «كوتشوك»
6.مدحت شكري بك
7.حسين زادا شكري بك
8.إيوب صبري بك
9.صلاح چامچوز بك
10.ناظم بك «الصغير»
11.جمال فريد بك
12.نائيم جواد بك
13.حاسيب بك
14.ريذا بك
15.مدحت بك «مرتدي نظارة»
16.حسن فهمي بك
17.إحسان بك
18.علي ريذا بك
19.سعدالدين بكر
20.بكير بك
21.محمد علي بك
22.حلمي بك
23.جاويد بك
24.عزت بك
25.سيد بك
26.صالح رايس بك
27.ترناكتشي سليم بك
28.علي عُثمان كاهيا بك
29.صلاح الدين بك
30.حسين عوني بك
31.أحمد مختار بك «من غازي عنتاب»
32.رفعت بك
33.سودي بك
34.حيدار رشيد بك
35.رفيق بك
36.مدحت بك «الكبير»
37.گاني بك
39.محي الدين بك
40.حسن صبري بك
41.إسماعيل جبار بك
42.حسين بك
43.أحمد نسمي بك
44.حمدي بابا
45.دكتور راسوحي

## فيما بعد
تمت براءة كل البشوات في نهاية جلسات المحكمة فيما عدا «رشدي باشا»، لكن لم يعود هؤلاء البشوات إلى الجيش مرة أخرى وبُلغوا بإحالتهم للمعاش في تاريخ 27 يناير 1927. إن «رؤوف بك» الذي كان خارج الدولة أثناء الحكم عليه بالنفي لمدة عشر سنوات والذي عاد إليها في تاريخ 5 يوليو 1935، رُفعت عنه هذه العقوبة وتمت تبرأته مما نُسب إليه من إتهامات وذلك من خلال البيان الذي نُشر بإمضاء نائب الرئيس العام عن الحزب الشعبي الجمهوري ورئيس وزراء تركيا رفيق سايدام وذلك في التاريخ الموافق 22 أكتوبر من عام 1939، وأصبح نائب عن مدينة قسطموني.
اُذيعت المدائح النبوية عقب صلاة العصر في جامع شيشلي في إسطنبول في تاريخ 25 أغسطس 1965 من أجل إذكاء أرواح كلا من نائل بك، جاويد بك، حلمي بك والدكتور ناظم بك الذين تم إعدامهم في أنقرة، ونُشر ذلك في الجرائد في شهر أغسطس 1956 وهو مايقرب من ثلاثين عام من محاولة الاغتيال.والذي نظم ذلك هو ابن نائل بك «نادر نائل كيتشلي». إن «فخري جان» أحد أعضاء جمعية الاتحاد والترقي القدامى، صرح للصفحين في فناء الجامع عقب المدائح النبوية أن «رؤوف أُورباي» ليس له علاقة بدعوة الاغتيال ومن المحتمل أيضًا أن المتهمين الآخرون تمت محاكمتهم بشكل خاطئ. وقال جان أن المُعدمين وكّلوا أُسرهم لتقديم طلب مراجعة للمحكمة مرة أخرى، وقال أن جثث المحكومين عليهم بالإعدام ستُنقل إلى (تلال الحرية الأبدية)أي في المكان الذين يستحفونه. وستنتهي محاولة إعادة الاعتبار دون الوصول إلى المراجع القانونية، حتى إذا تم نشر هذا في وسائل الإعلام، كان سيفقد أهميته فيما بعد.

## تأثير محاولة الاغتيال على الثقافة الشعبية
سُردت خلفية محاولة الاغتيال من وجهة نظر أعضاء جمعية الاتحاد والترقي، وذلك في رواية تدعى«قانون الذئب»(بالتركية:Kurt Kanunu)للكاتب الروائي «كمال طاهر».ويُروى هذا الجزء من الكتاب المتكون من ثلاثة أجزاء من قبل عبد القادر بك (أسمه في الكتاب عبد الكريم بك)، وكمال بك«كارا» وصديق طفولة كمال بك«كارا» أمين بك. وأُعدت تلك الرواية كفيلم سينمائي بنفس الأسم في عام 1992، وأُعدت كمسلسل تليفزيوني بنقس الأسم أيضًا في عام 2012.